# Krasnosielc
Krasnosielc – wieś sołecka w Polsce położona w województwie mazowieckim, w powiecie makowskim, w gminie Krasnosielc, nad rzeką Orzyc.
Dawniej miasto; uzyskał lokację miejską w 1824, zdegradowany w 1870.
W latach 1954–1972 wieś należała i była siedzibą władz gromady Krasnosielc. W latach 1975–1998 miejscowość administracyjnie należała do województwa ostrołęckiego.
Wieś jest sołectwem, siedzibą gminy Krasnosielc. Według Narodowego Spisu Powszechnego z roku 2011 wieś liczyła 1122 mieszkańców.
W miejscowości znajduje się kościół, który jest siedzibą parafii św. Jana Kantego. W strukturze Kościoła rzymskokatolickiego parafia należy do metropolii białostockiej, diecezji łomżyńskiej, dekanatu Krasnosielc.

## Nazwa
Pierwotna nazwa osady to Siedlec, Sielc i została utworzona od apelatywu „sioło” – ‘siedlisko, siedziba’. Po przejęciu wsi przez Krasińskich utworzona została od nazwiska właścicieli nazwa Krasnosielc, znana od XVIII wieku.

## Herb
Nie zachowały się żadne pieczęcie Krasnosielca. W 1847 przesłano władzom do zatwierdzenia projekt herbu, który wówczas nie wszedł w życie. Dziś ów projekt stanowi podstawę współczesnego herbu. Wyobraża on biegnącego jelenia, nad którym znajduje się półksiężyc. Półksiężyc i jeleń są złote, na tle czerwonym.

## Historia

### Średniowiecze
Najstarsze zapisy o Krasnosielcu sięgają 1374. Z listu komtura ostródzkiego, Henryka Holta z 15 lutego 1413 do wielkiego mistrza, Henryka von Plauena wiadomo, że w 1374 odbywał się ujazd graniczny, mający doprowadzić do rozsądzenia sporów o granicę mazowiecko-krzyżacką. Brali w nim udział książę mazowiecki, Janusz I, a ze strony krzyżackiej, komtur ostródzki Burkhart von Mansfeld. Januszowi I towarzyszyły postacie związane z Krasnosielcem. Pierwsza to Paszko (Paweł) z Radzanowa, wymieniony przy erekcji kościoła parafialnego w Sielcu w 1386 jako właściciel wsi. Drugą z osób był bartnik książęcy, Tomasz Michałowicz (Thomis Michalowicz), sołtys wsi Sielc (starost czu Seelcz), spełniający rolę przewodnika w puszczy.

### XVI–XVIII wiek

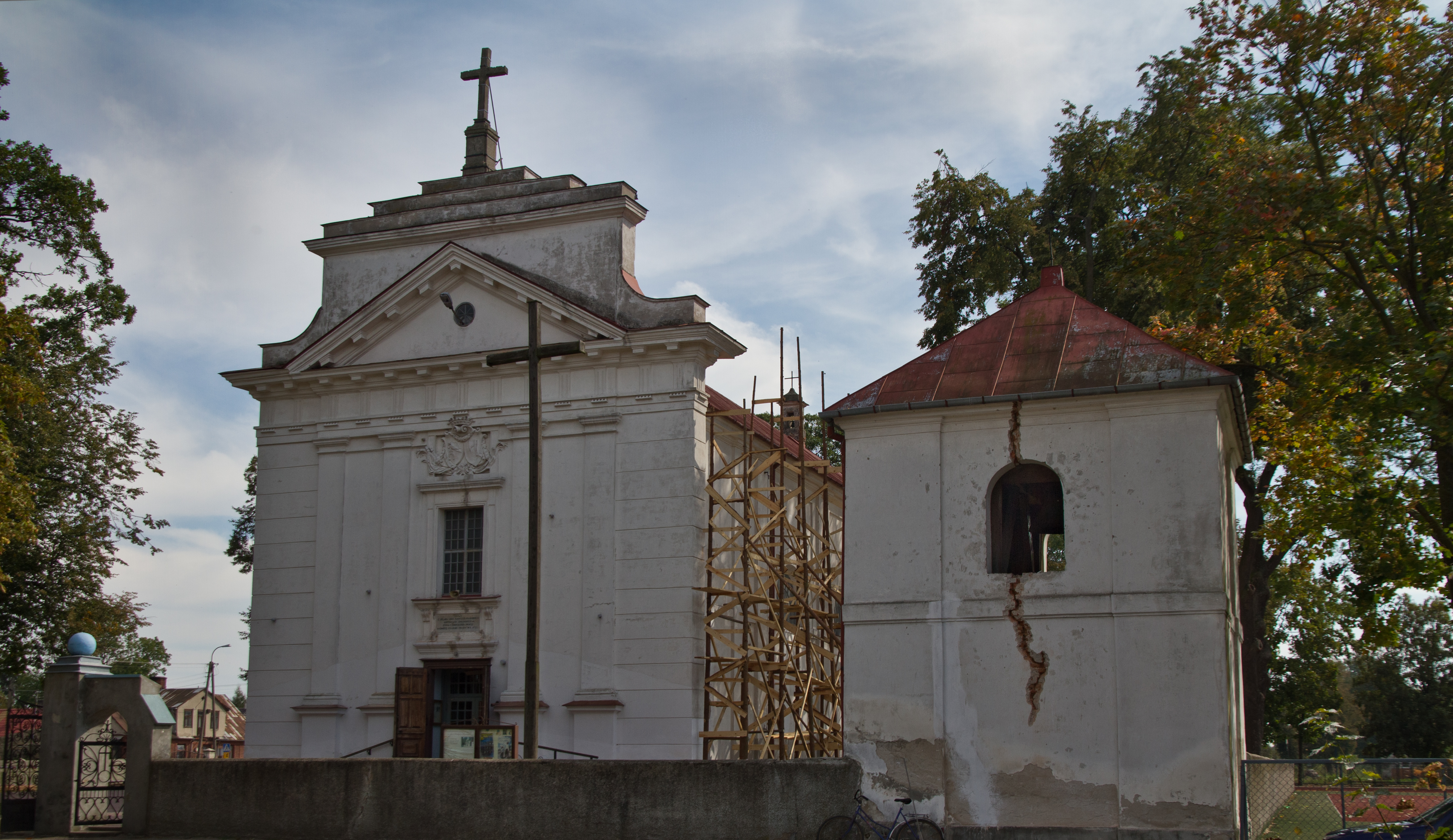
Kościół pw. św. Jana Kantego wraz z dzwonnicą

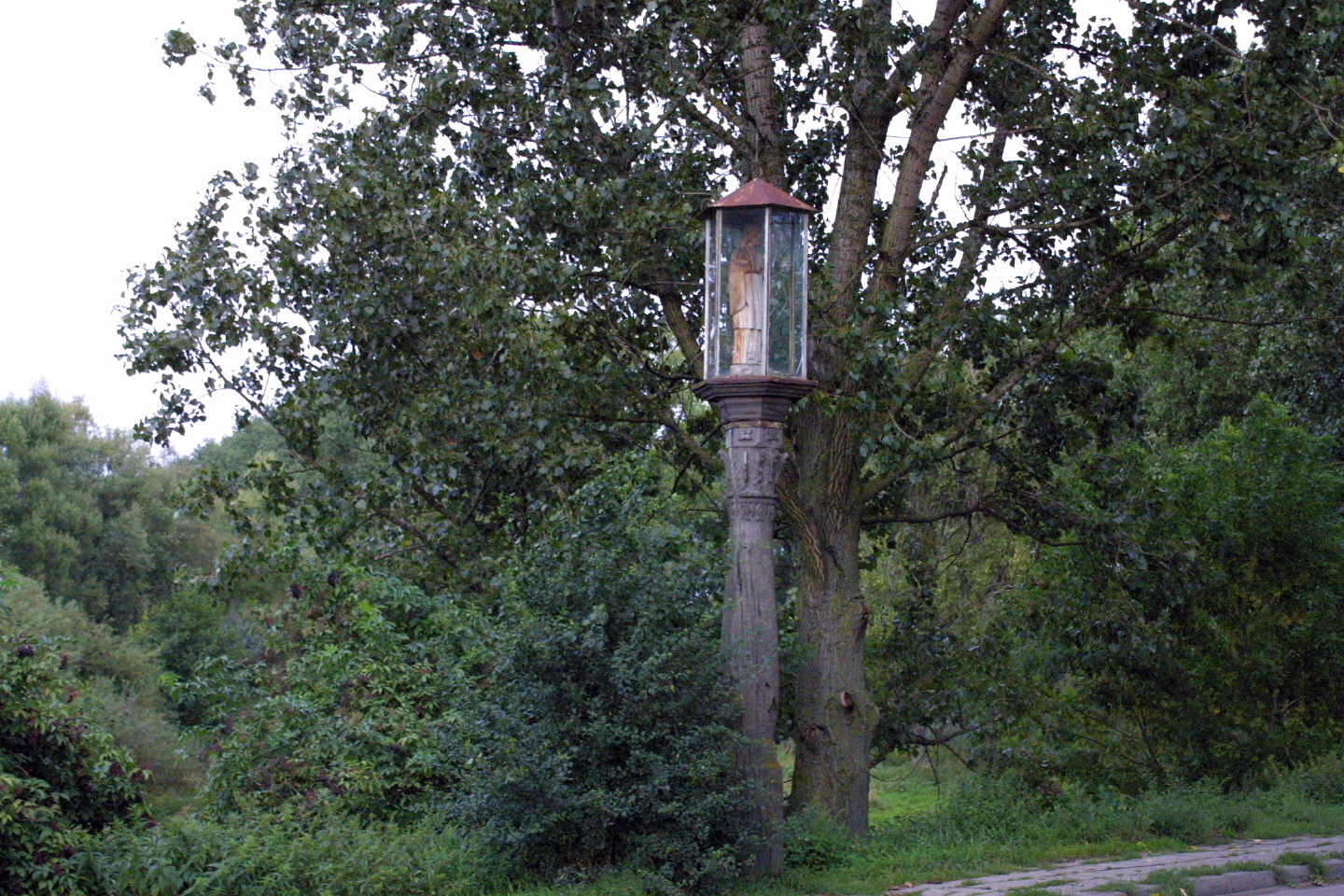
XVIII-wieczna kapliczka słupowa w Krasnosielcu

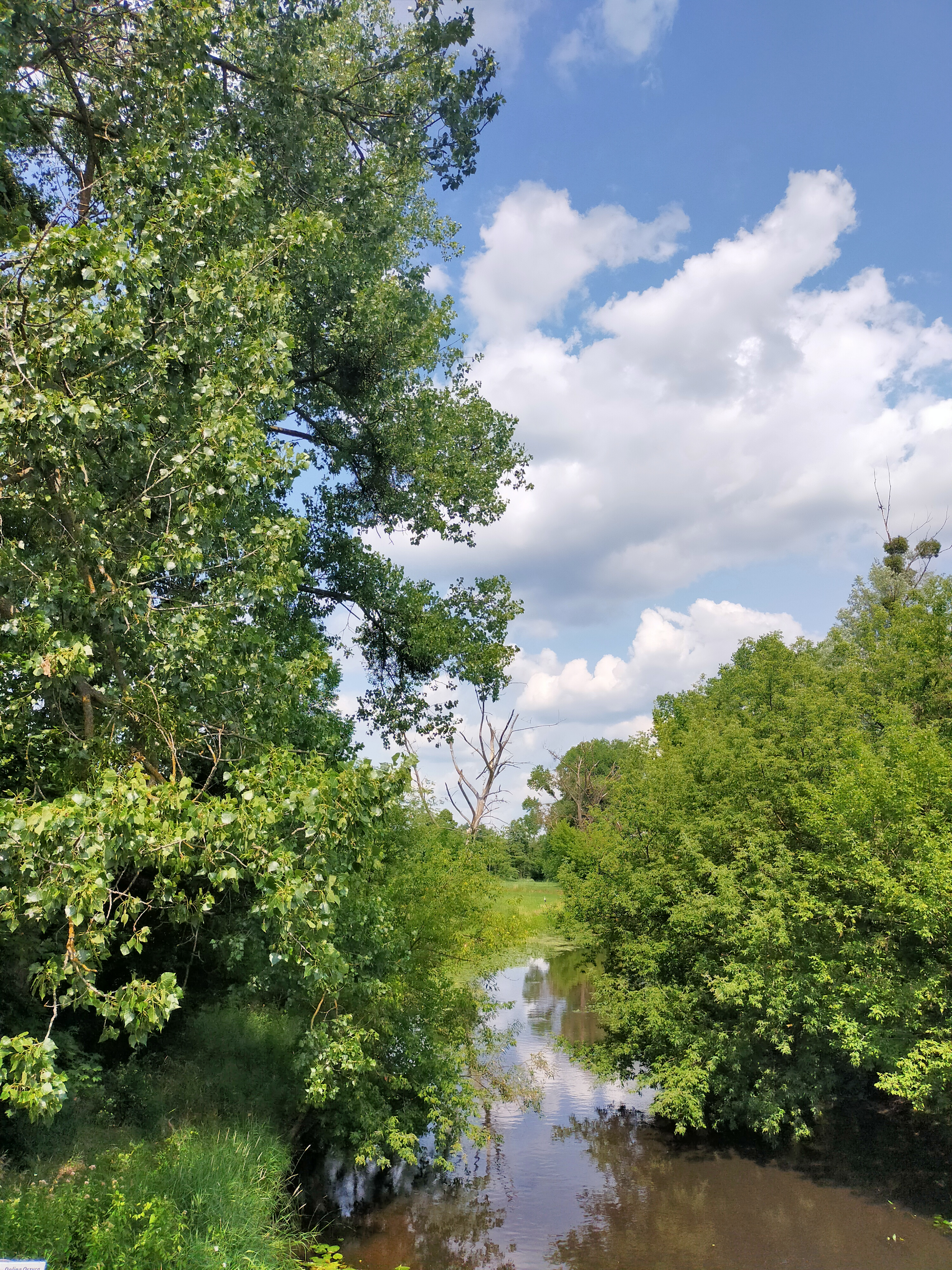
Rzeka Orzyc

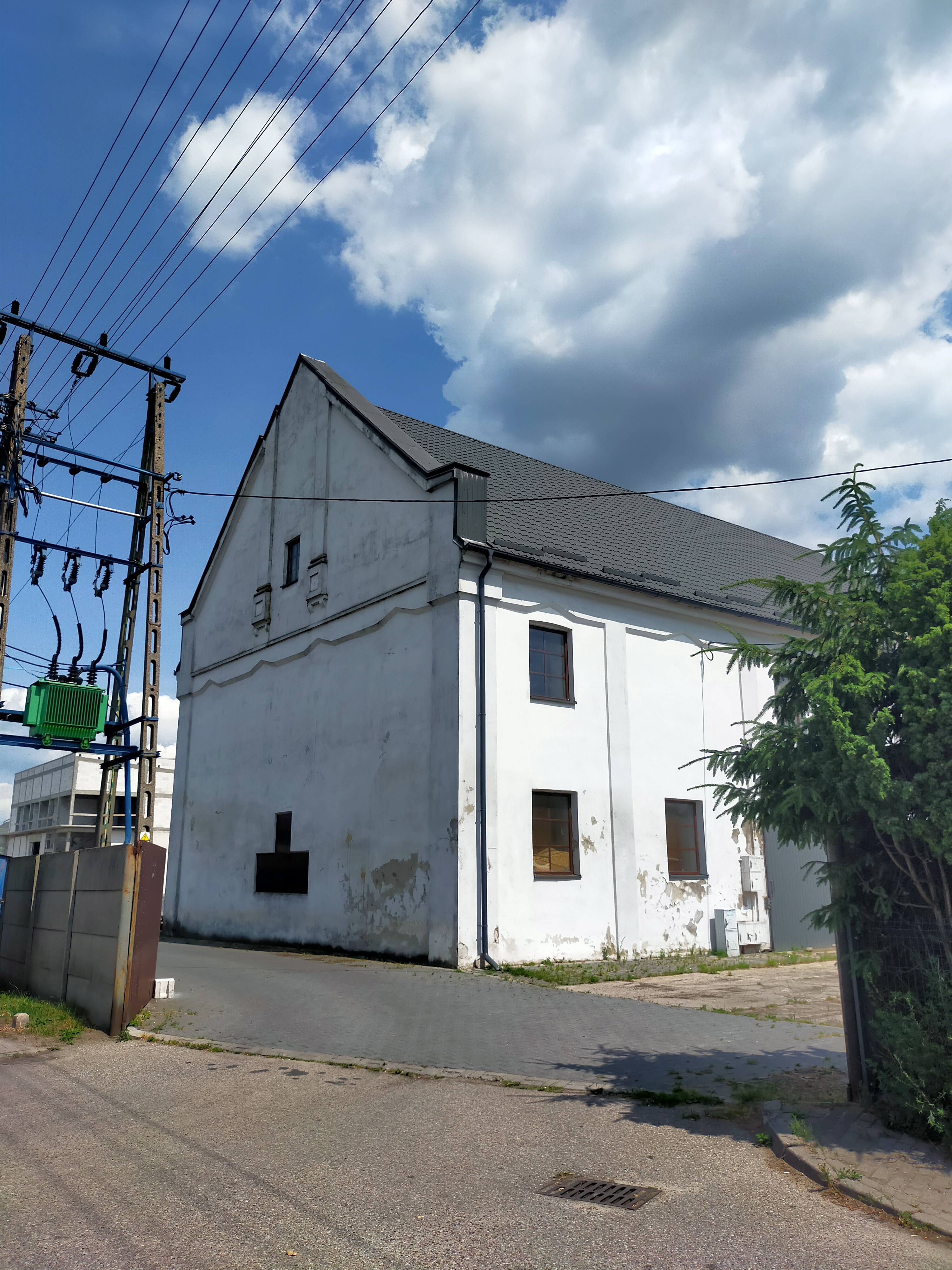
Synagoga w Krasnosielcu

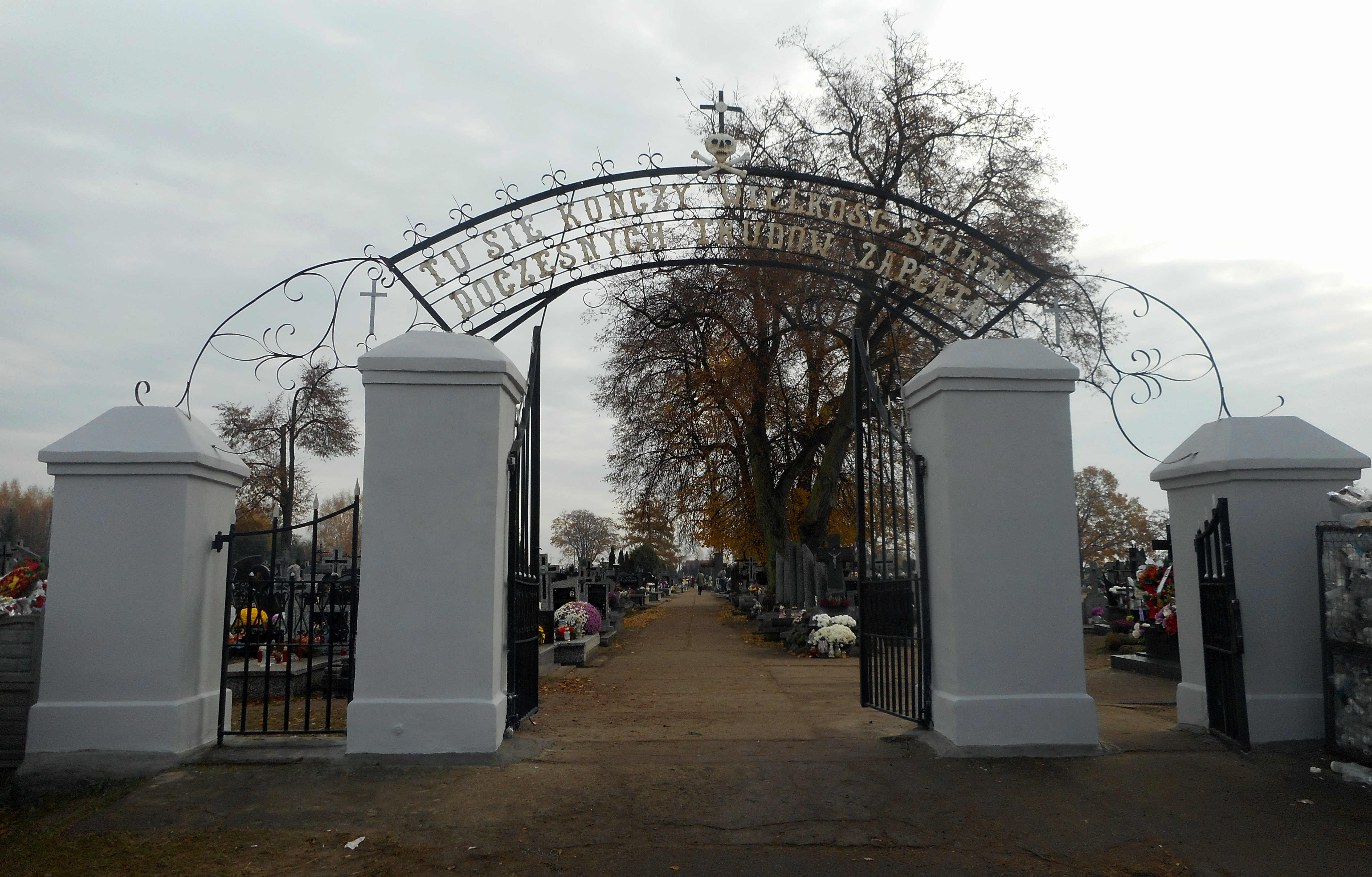
Brama prowadząca na cmentarz parafialny

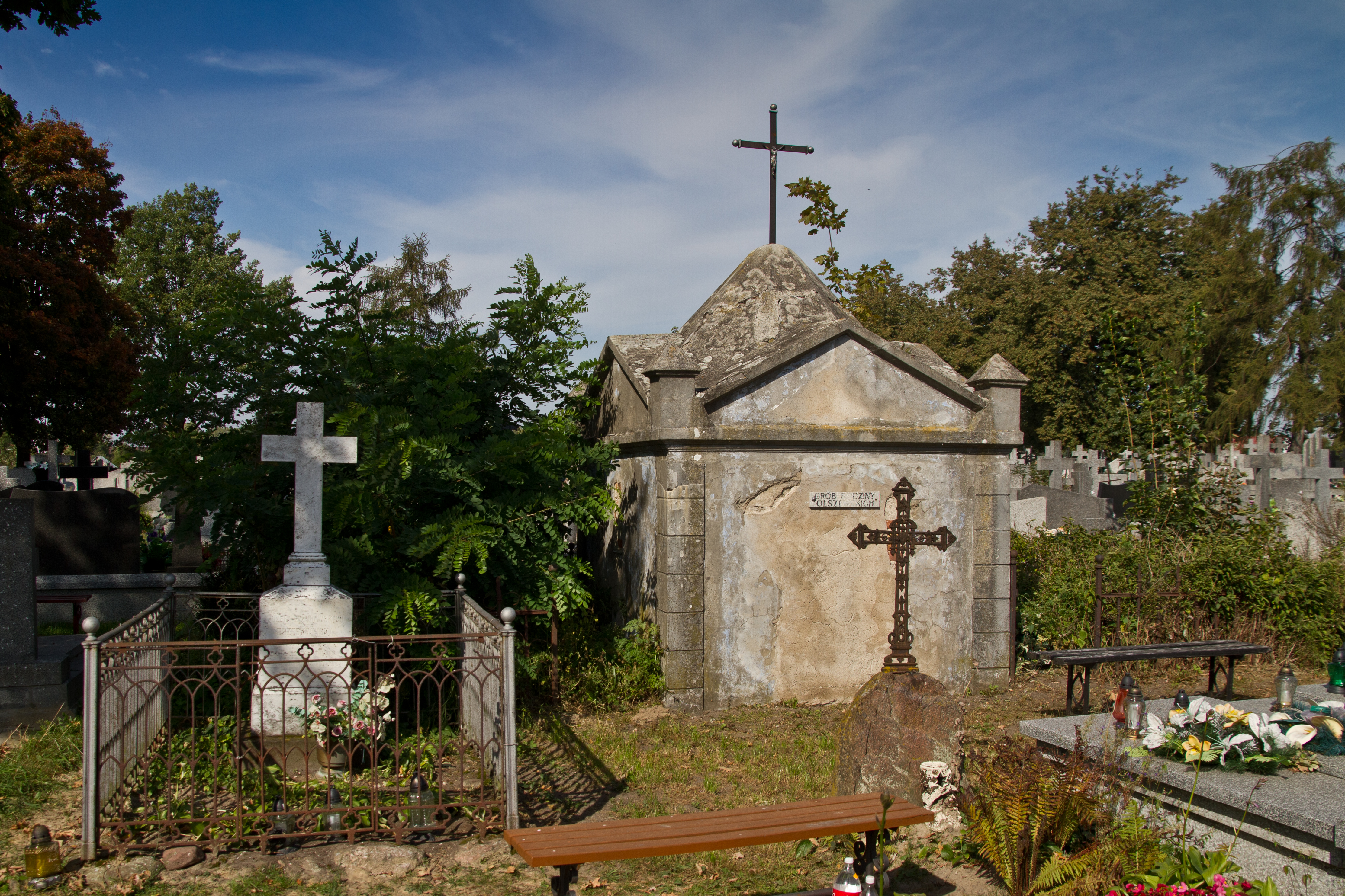
Cmentarz rzymskokatolicki (najstarsza część)

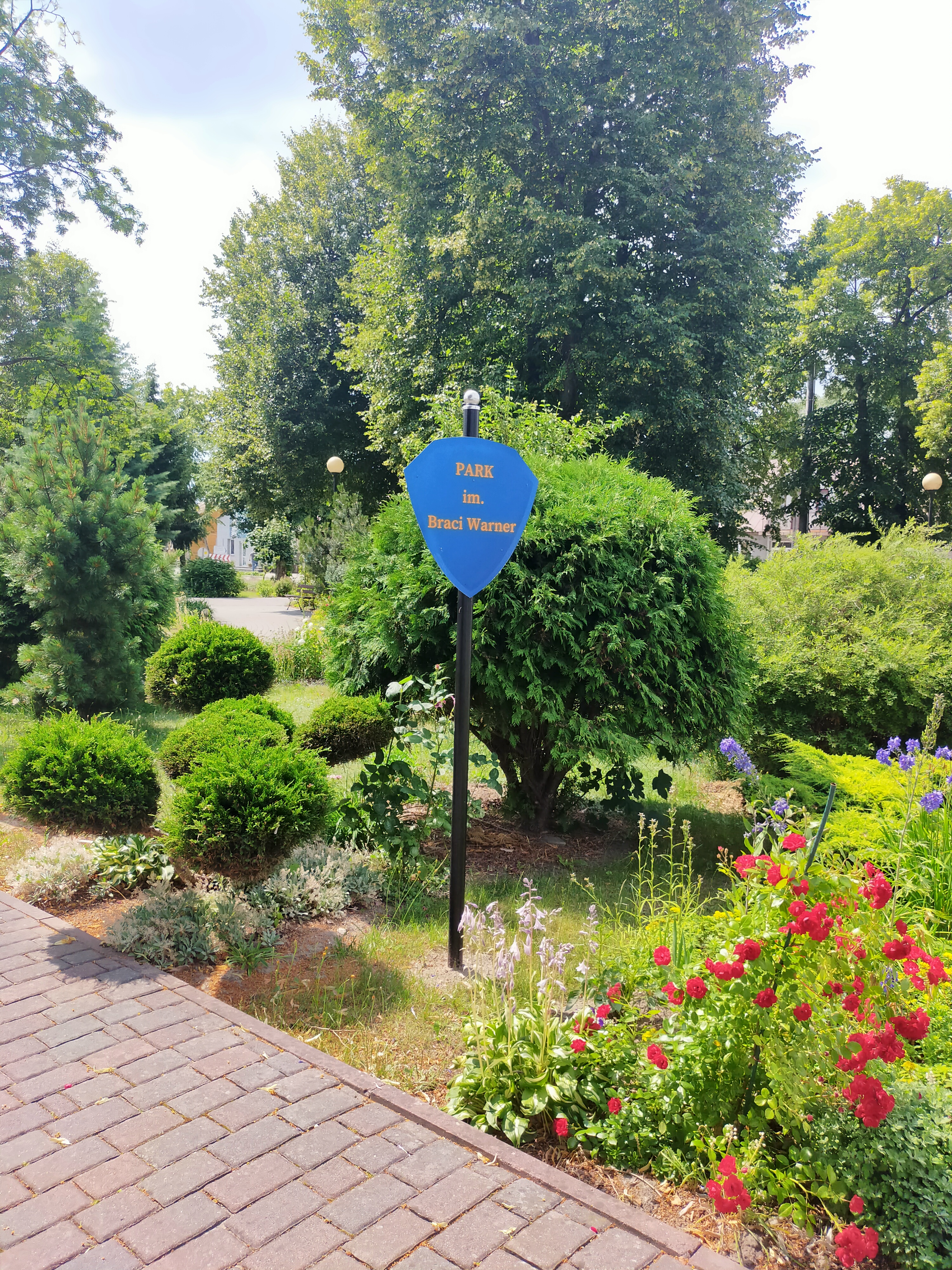
Park im. Braci Warner

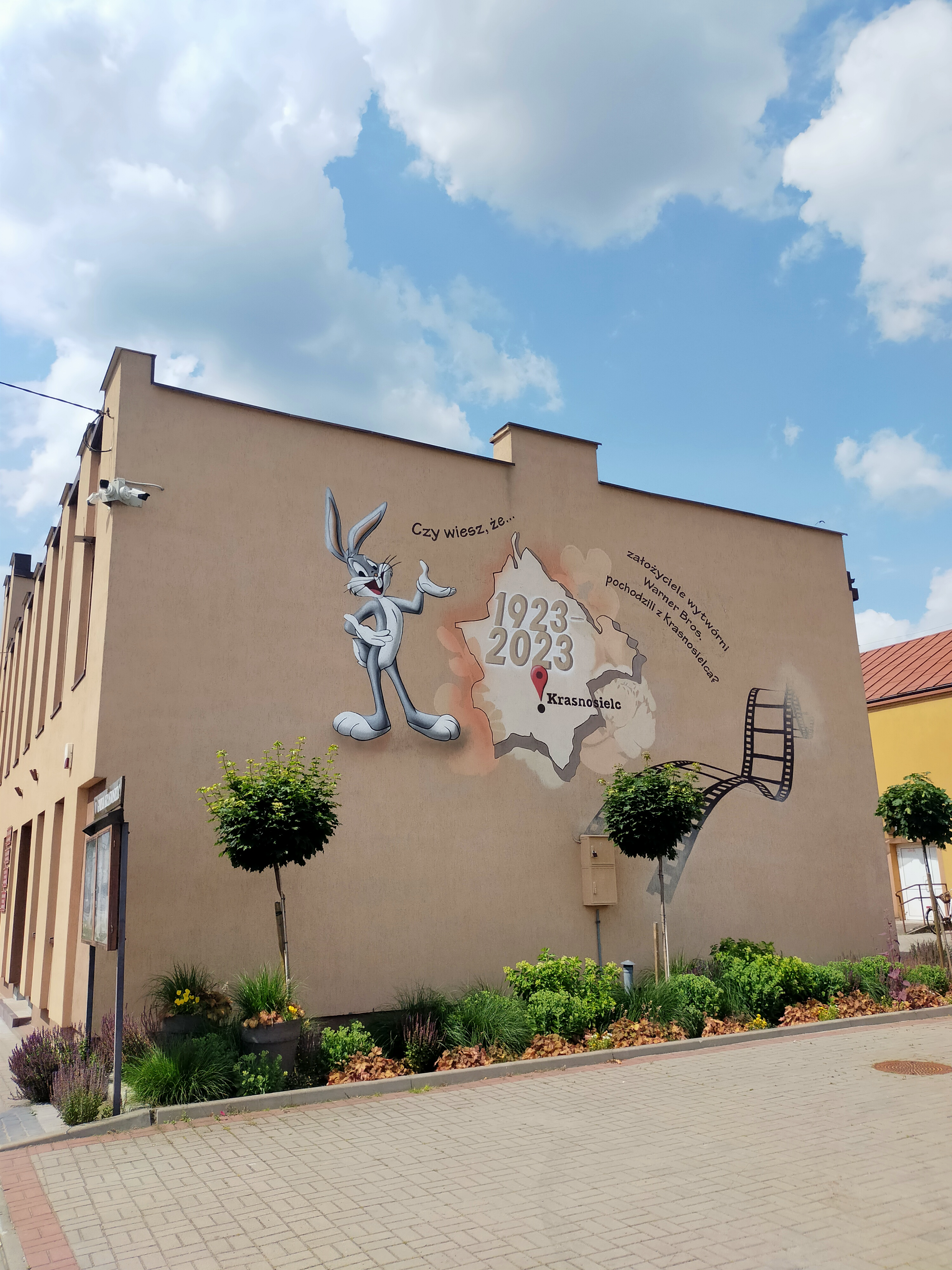
Mural upamiętniający braci Warner

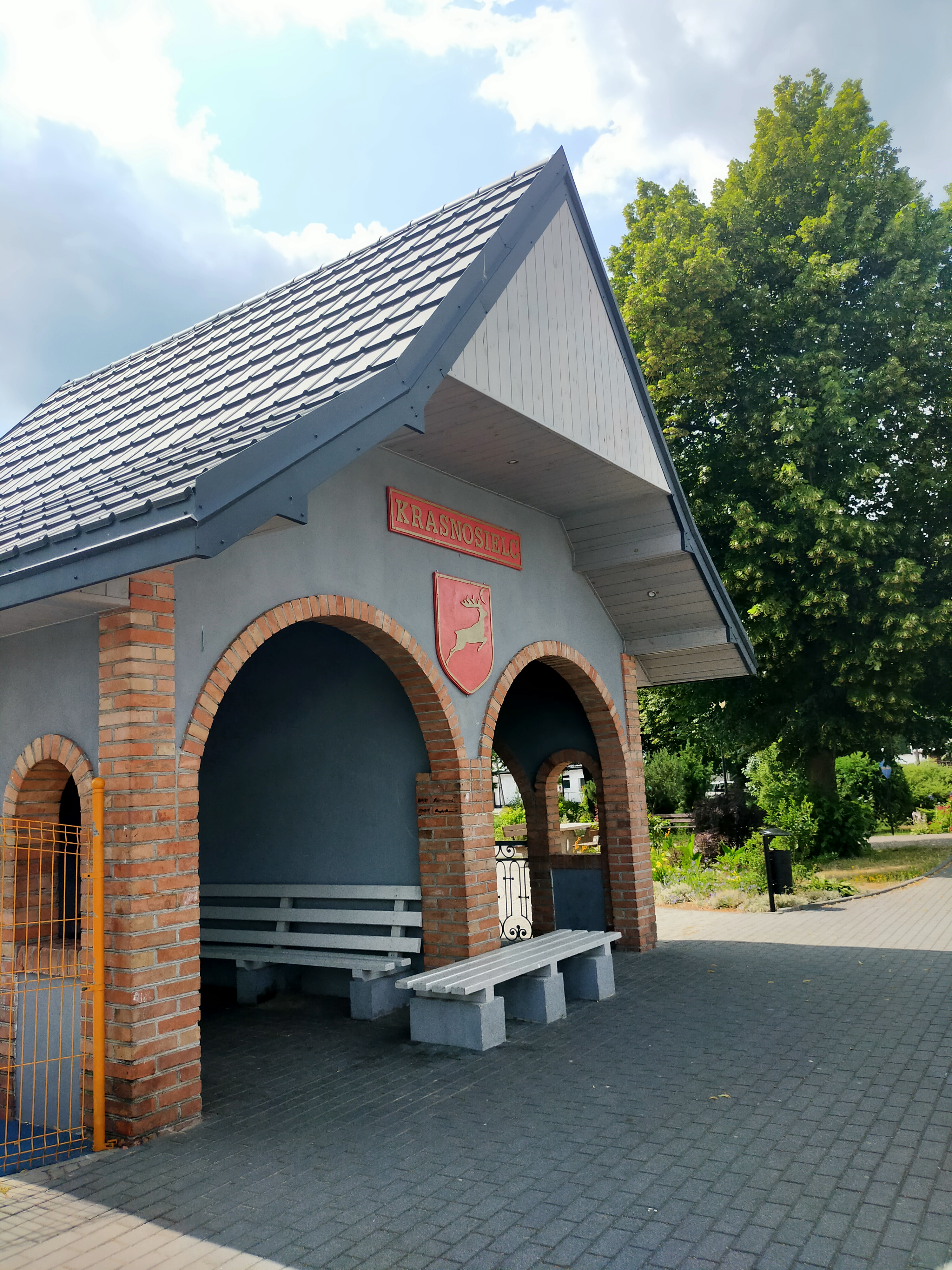
Przystanek autobusowy

Znajdująca się od końca XVII do połowy XIX wieku w rękach Krasińskich osada przeżywała dynamiczny rozwój gospodarczy. W 1730 rozpoczęto budowę drewnianego kościoła, który ufundował Błażej Jan Krasiński. Świątynię pod wezwaniem świętych Piotra i Pawła konsekrował sufragan płocki, Marcin Załuski 3 czerwca 1740. Około 1800 kościół przeniesiono do Drążdżewa, a stamtąd w 2007 do Muzeum Wsi Mazowieckiej w Sierpcu. Obecny, murowany kościół parafialny pw. św. Jana Kantego został ufundowany pod koniec XVIII wieku przez Kazimierza Krasińskiego i jego żonę Annę z Ossolińskich. Byli oni wykonawcami woli głównego fundatora, Jana Kantego Krasińskiego, sufragana chełmskiego.
Dzięki przywilejowi króla Stanisława Augusta Poniatowskiego z 14 kwietnia 1781 w Krasnosielcu mogły odbywać się cotygodniowe targi i cztery jarmarki rocznie, a po pięciu latach nawet osiem.
13 marca 1794 przez Krasnosielc przemaszerował oddział generała Antoniego Madalińskiego, kierujący się przez Mławę do Krakowa, aby dołączyć do Tadeusza Kościuszki.

### XIX wiek
W latach 1824–1869 Krasnosielc posiadał prawa miejskie. Miasto było ośrodkiem handlu i rzemiosła. W 1824 w mieście było 56 rzemieślników. Byli oni zorganizowani w cechach. W 1860 roku właściciel miejscowości, Karol Krasiński uruchomił fabrykę sukna, zatrudniającą 34 osoby i produkującą 5000 arszynów sukna rocznie. Ponadto działało tu 10 małych zakładów sukienniczych. W 1883 w Krasnosielcu znajdowało się 108 dymów. Miejscowość zamieszkiwało wówczas 1720 osób. Drobne warsztaty rzemieślnicze i małe gospodarstwa dawały niskie dochody mieszkańcom. Dodatkowo, sytuację pogarszały epidemie (tyfus, suchoty), klęski żywiołowe (np. susza z 1880). W 1881 hrabia Ludwik Krasiński z Opinogóry i Krasnosielca organizował wraz ze Stanisławem Skarzyńskim, właścicielem dóbr nad Bugiem pomoc finansową na rzecz dotkniętych głodem Kurpiów.
Ciężka sytuacja powodowała wzrost śmiertelności, szczególnie wśród dzieci. W księgach parafialnych w 1882 odnotowano 201 zgonów, w tym 113 dzieci (56,2%). Mimo tego w kolejnych latach liczba urodzeń z reguły przewyższała liczbę zgonów. Powodowało to w dalszej kolejności emigrację tych mieszkańców, którzy nie znajdowali w Krasnosielcu środków do utrzymania. Emigracja zarobkowa była na przełomie XIX i XX wieku zjawiskiem charakterystycznym dla całego północnego Mazowsza. Głównym terenem gdzie kierowało się wychodźstwo zarobkowe były Stany Zjednoczone.

#### Powstanie styczniowe
Jeszcze przed wybuchem powstania w 1861 wikariusz parafii św. Jana Kantego, ks. Franciszek Rutkowski trafił do twierdzy Modlin, jako podejrzany o współpracę z tajnymi związkami działającymi na rzecz sprawy narodowej. W planie opracowanym przez Zygmunta Padlewskiego na potrzeby powstania styczniowego Krasnosielc i jego okolice miały być miejscem przeznaczonym dla schronienia młodzieży przed branką. Aby ułatwić przeprowadzenie poboru naczelnik Okręgu Wojennego w Płocku, gen. Siemeka wydał rozkaz w ramach którego w Krasnosielcu znalazło się 200 strzelców z 3 kompanii niżegrodzkiego pułku piechoty. W okolicach Krasnosielca formułowały się oddziały partyzanckie, tworzone z inspiracji wychowanka Polskiej Szkoły Wojskowej w Cuneo, Roberta Skowrońskiego. W rejonie Krasnosielca oddział partyzancki w początkach 1863 stworzyli także bracia Wacław i Tytus Szteinkellerowie. W bitwie pod Podosiem w lutym 1863 grupa powstańców przegrała z Rosjanami, a wśród zabitych był również Tytus Szteinkeller. Prawa miejskie utracił Krasnosielc w 1869, czego powodem była pomoc dla powstańców styczniowych. W tym samym roku miejscowość uzyskała status osady.

### XX wiek
Początek XX wieku przyniósł w Krasnosielcu wzrost ludności. W 1910 miejscowość liczyła  2782 mieszkańców. W 1920 po zniszczeniach wojny polsko-bolszewickiej liczba ludności zmalała do 1842 osób. W 1939 liczba ludności Krasnosielca osiągnęła rekordową liczbę 3960 osób. W czasie II wojny światowej w wyniku najróżniejszych represji liczba ludności Krasnosielca zmniejszyła się do 1820 osób.
Krasnosielca nie ominęły wydarzenia Rewolucji 1905–1907. Mieszkańcy żądali m.in. poprawy warunków bytowych, jak i wprowadzenia języka polskiego do szkół i urzędów. 1 czerwca 1905 pod Krasnosielcem odbyła się młodzieżowa manifestacja, podczas której śpiewano pieśni patriotyczne i wznoszono okrzyki: „Wiwat, niech żyje Polska!”. 26 grudnia 1906 strajkowali robotnicy rolni zatrudnieni w majątku Krasnosielc. Wydarzenia rewolucyjne w miejscowości przyczyniły się do powstania w sierpniu 1905 Kółka Rolniczego, a w 1906 – do utworzenia Ochotniczej Straży Pożarnej.
W styczniu 1945 okolica stała się miejscem oporu dywizji Grossdeutschland, która usiłowała powstrzymać natarcie Armii Czerwonej maszerującej na Szczytno i Olsztyn. Po zakończeniu działań wojennych Krasnosielc był siedzibą makowskiej powiatowej rady narodowej. W nocy z 1 na 2 maja 1945 miał miejsce atak na areszt Powiatowego Urzędu Bezpieczeństwa Publicznego w Krasnosielcu żołnierzy Narodowych Sił Zbrojnych.

## Żydzi w Krasnosielcu
Nadanie miejscowości praw miejskich spowodowało wzrost liczby Żydów. Ze spisu ludności przeprowadzonego w 1776 wynika, iż w parafii Krasnosielc znajdowało się 250 Żydów. W 1781 otrzymali oni pozwolenie na budowę synagogi i założenie kirkutu. Samodzielna gmina żydowska powstała w 1842 na mocy decyzji płockiego rządu gubernialnego, która spowodowała uniezależnienie się Żydów krasnosieleckich od gminy wyznaniowej w Przasnyszu. Argumentem w tej sprawie był fakt, że dozór bóżniczy w Przasnyszu miernie obsługiwał Żydów wsi Łazy i Sławki, oddalonych od Przasnysza o 2,5 mili, a od Krasnosielca tylko o ćwierć mili. Żydzi zajmowali tereny przy ulicach: Wodnej, Zduńskiej i Nadrzecznej, a zmiana tych miejsc zamieszkania była prawnie zakazana. W latach 80. XIX wieku działała garbarnia Motla Frajmana. W 1883 ukończono budowę murowanej synagogi, która zastąpiła drewnianą. W 1827 na 981 mieszkańców było 604 Żydów (61,6%). W 1857 liczba ludności Krasnosielca wynosiła 1842, w tym 926 Żydów (50%).
W Krasnosielcu urodził się Benjamin Warner (prawdopodobnie pierwotnie nosił nazwisko Wonsal), ojciec współzałożycieli wytwórni filmowej Warner Bros., braci: Hirsza Harry’ego, Abrahama Alberta i Samuela Sama, którzy także (pod koniec XIX wieku) urodzili się w Krasnosielcu.
5 września 1939 w Krasnosielcu doszło do masakry Żydów. Tego dnia w miejscowej synagodze żołnierze niemieckiej Dywizji Pancernej „Kempf” zamordowali w okrutny sposób ok. 50 żydowskich mężczyzn. 28 września 1939 Niemcy wypędzili z Krasnosielca wszystkich Żydów.

## Zabytki
- Zespół kościoła parafialnego pw. św. Jana Kantego (XVIII wiek)
- cmentarz rzymskokatolicki (najstarsza część)
- kaplica przydrożna św. Jana Nepomucena (z końca XVIII wieku)[39]

## Osoby związane z Krasnosielcem
- Janusz Bojarski (ur. 1956) – generał dywizji Wojska Polskiego w stanie spoczynku.
- Jarosław Ferenc (ur. 1968) – prezydent Radomska
- Andrzej Kowalczyk (ur. 1950) – hydrogeolog, rektor Uniwersytetu Śląskiego w Katowicach w latach 2016–2020.
- Albert Warner (1884–1967) – współzałożyciel wytwórni Warner Bros.
- Harry Warner (1881–1958) – współzałożyciel wytwórni Warner Bros.
- Sam Warner (1887–1927) – dyrektor wytwórni filmowej Warner Bros.